# Riesa
Riesa (górnołuż. Ryzawa) – miasto we wschodnich Niemczech, w kraju związkowym Saksonia, w okręgu administracyjnym Drezno, w powiecie Miśnia, port nad Łabą. Liczy ok. 38 tys. mieszkańców.
Riesa prawa miejskie uzyskała w 1623 roku.
Do 31 lipca 2008 miasto należało do powiatu Riesa-Großenhain.
W mieście znajduje się stacja kolejowa Riesa.
W mieście rozwinął się przemysł gumowy, farmaceutyczny, elektroniczny oraz zapałczany.

## Współpraca
- Głogów, Polska, od 1 października 2005
- Mannheim, Badenia-Wirtembergia, od 29 czerwca 1988
- Rotherham, Wielka Brytania, od 11 maja 1998
- Sandy, Stany Zjednoczone, od 3 października 2002
- Suzhou, Chiny, od 16 sierpnia 1999
- Villerupt, Francja, od 6 października 1961

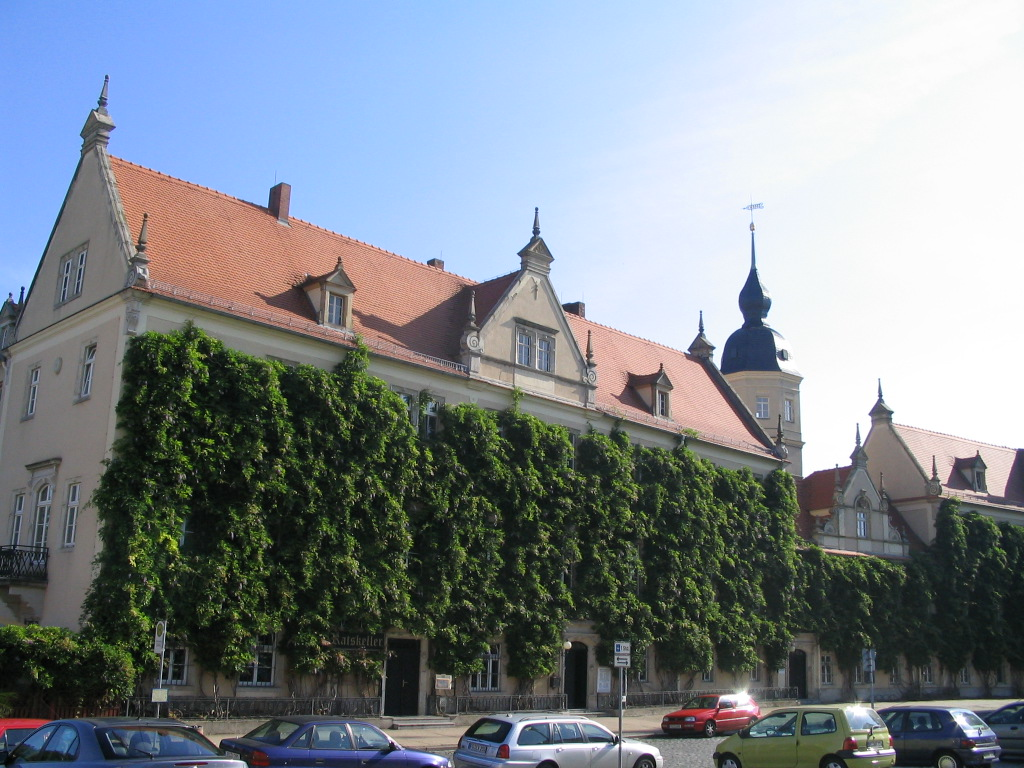
Ratusz
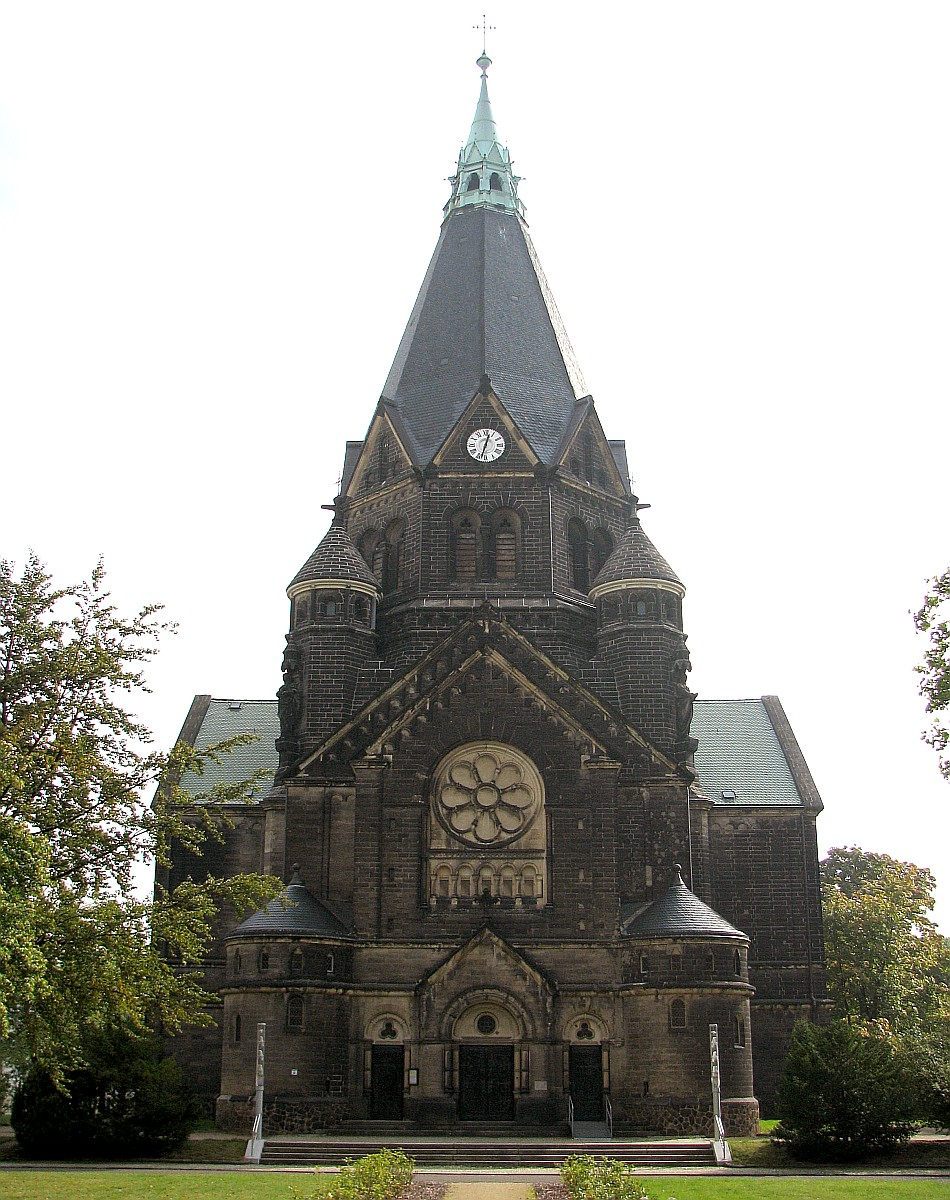
Kościół Świętej Trójcy w Riesie (Trinitatiskirche)